# Eublemma orthogramma
Eublemma orthogramma là một loài bướm đêm trong họ Erebidae.